# シベナガムラサキ
シベナガムラサキ（学名: Echium vulgare）は、シャゼンムラサキ属に分類される植物の一種。
リンネの『植物の種』(1753年) で記載された植物の一つである。奥山春季が北海道に帰化した標本にシベナガムラサキの和名をつけた。

## 分布
ヨーロッパの北部を原産とする。北アメリカやオーストラリア、日本（北海道、大阪府、兵庫県、三重県）に外来種として定着している。

## 特徴
二年草。全草に白くて硬い毛を密生する。草丈は40 - 80センチメートル (cm) 。葉はへら形で、根生のものは長さ10 cmになり、上方のものほど小さい。
花期は夏（日本では5 - 6月）。上部の葉腋に、青紫色の円錐花序をつける。花序ははじめ先が巻いているが、開花とともに先がほどける。花は無柄で小包葉を伴い、萼は基部まで深く5裂する。花冠は長さ1.2-2cmの弓状に曲がった筒型で、蕾のときは淡紅色で、後に紫色から青色に変わっていく。花冠の上部は浅く5裂し、左右対称、5本の雄蕊が花冠の外に突き出ており、よく目立つ。雌蕊は1個で、花柱の先が2裂する。
果実は分果になり、硬くて皺が多い。

## 画像

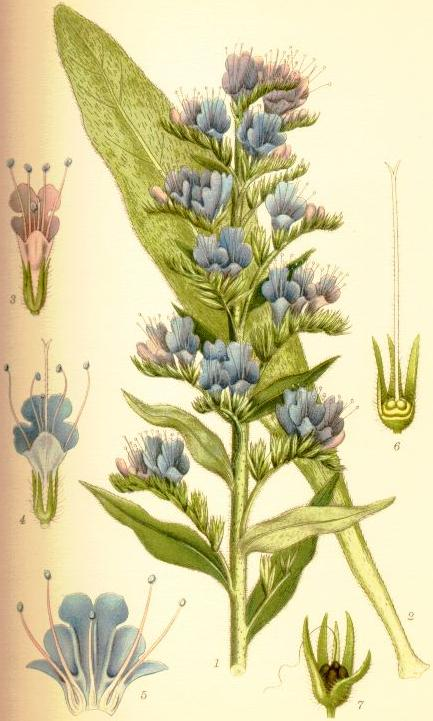
イラスト
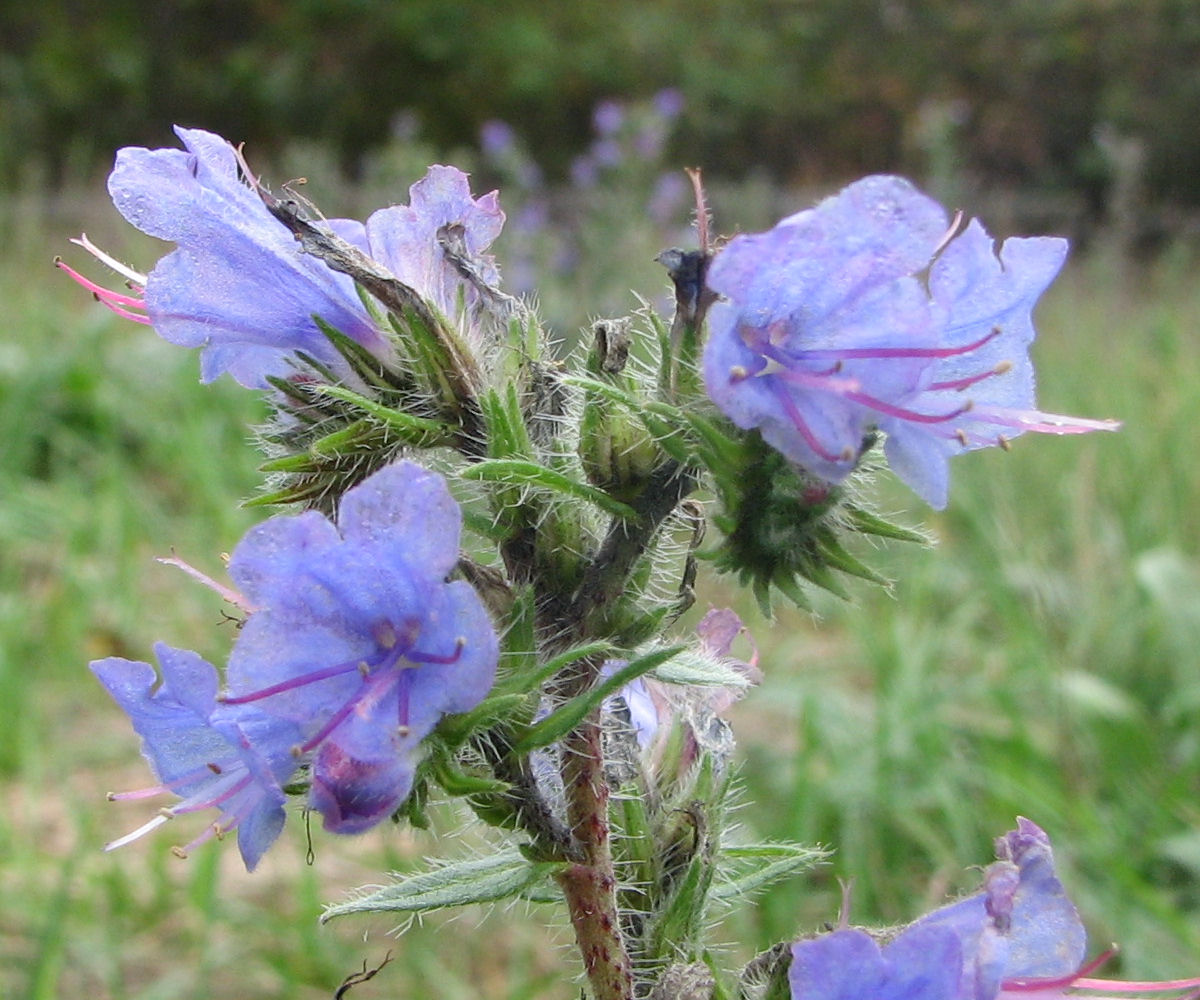
花
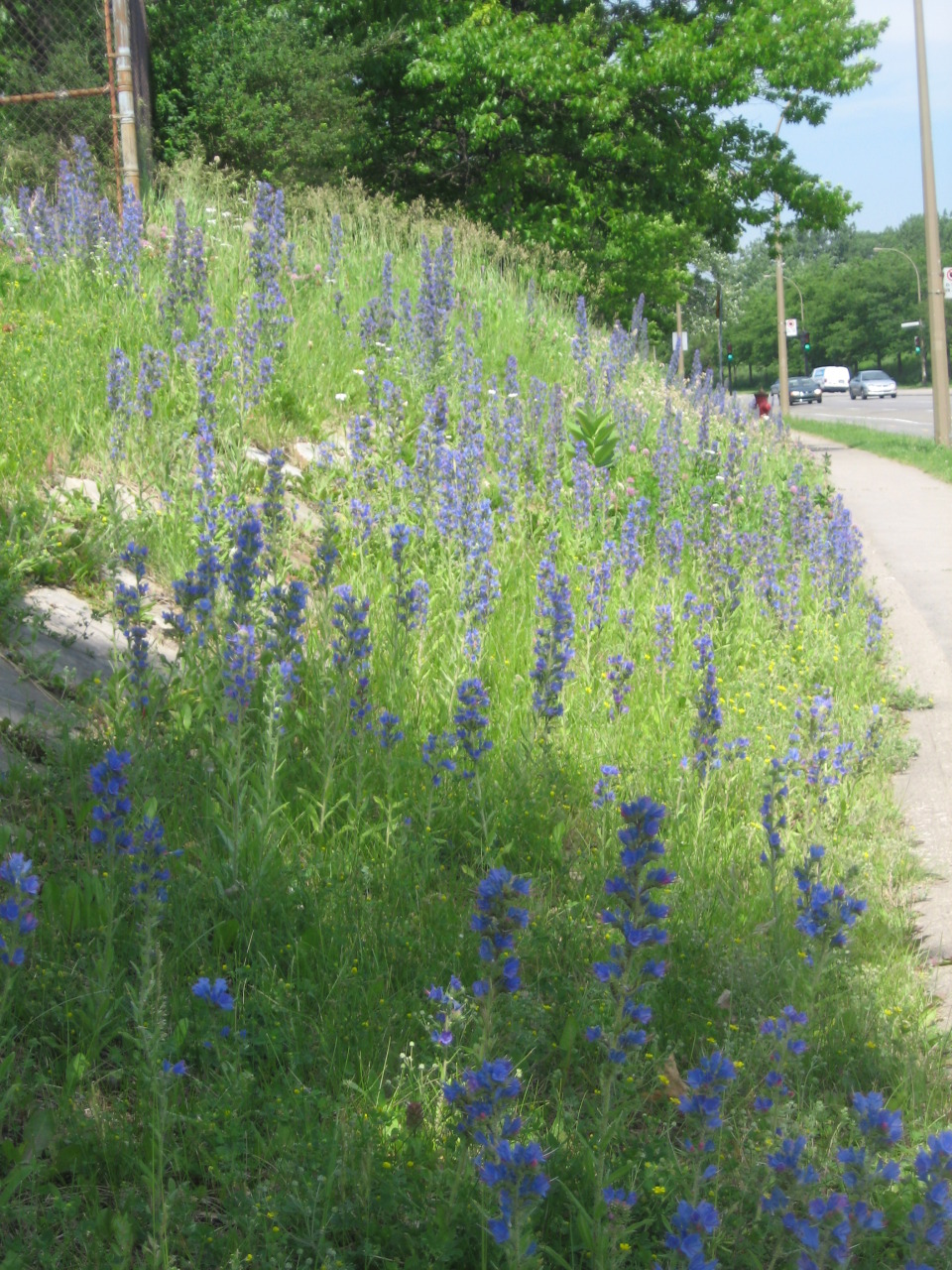
群生